# Monumento 1 de Las Limas

Monumento 1 de Las Limas. Na mais alta resolução, as incisões superficiais nos ombros, pernas e face são claramente visíveis nesta imagem.

O monumento 1 de Las Limas é uma figura esculpida em pedra verde representando um jovem que segura um jaguar-homem bebé de aspecto flácido. A estátua tem 55 cm de altura, 42 cm de largura e pesa uns estimados 60 kg. Foi esculpida provavelmente durante o período formativo médio, entre 1000 e 600 a.C.  
Encontrada no estado mexicano de Veracruz, na área nuclear olmeca, esta estátua é famosa pelas suas representações gravadas de seres sobrenaturais olmecas e é considerada por alguns a pedra de Roseta da religião olmeca. É também conhecida pelas designações "figura de Las Limas" e "Señor de Las Limas".

## Interpretação
As esculturas de figuras com as cabeças ornadas e segurando nos braços jaguares-homens bebés aparecem frequentemente no registo arqueológico olmeca, em especial nos tronos de tampo de mesa incluindo o monumento 20 de San Lorenzo, o altar 2 de La Venta e, o mais famoso, altar 5 de La Venta. 
O que estas esculturas simbolizavam para os olmecas é ainda pouco claro. Alguns investigadores, ao verem a gruta que rodeia a figura do altar 5 e outras representações de cavernas, crêem que estas esculturas estão relacionadas com mitos de viagens espirituais ou das origens do Homem. Dada a representação flácida do jaguar-homem bebé, outros investigadores viram aqui uma indicação de sacrifícios de crianças.

## Incisões
As caras de quatro seres sobrenaturais encontram-se gravadas nos ombros e tíbias do monumento 1. Outras incisões semelhantes a tatuagens, mas mais abstractas, cobrem a cara do jovem em redor da boca e em faixas ao longo da cara.
Os quatro seres sobrenaturais mostram vários motivos olmecas comuns, em particular a incisão na cabeça.

### A hipótese de Las Limas
A iconografia do monumento 1 levou o reconhecido estudioso olmeca Michael D. Coe a desenvolver a "hipótese de Las Limas". Coe crê que os quatro sobrenaturais, juntamente com o jaguar-homem bebé, são representativos do panteão olmeca. Um estudante de Coe, Peter Joralemon, adicionou outras três deidades às cinco na sua largamente citada publicação de 1971 sobre a iconografia olmeca.
|  |  |  |  |

## História

Las Limas relativamente a outros sítios da área nuclear olmeca. Os pontos amarelos representam antigos sítios habitados, enquanto que os vermelhos representam descobertas de artefactos.

A estátua foi descoberta em 1965 próximo de Jesús Carranza, Veracruz, por duas crianças locais, Rosa e Severiano Paschal Manuel. Escavada e levada para sua casa, foi declarada "La Virgen de Las Limas" e colocada no seu próprio altar. Rumores sobre a descoberta chegaram aos ouvidos dos arqueólogos em Xalapa. Após a promessa de manterem a estátua em exposição - bem como a de construírem uma escola local - os arqueólogos transferiram a escultura para o Museu de Antropologia de Xalapa.
Cinco anos mais tarde, em Outubro de 1970, a estátua foi roubada do museu, para ser mais tarde encontrada num quarto de motel em San Antonio, Texas, aparentemente demasiado famosa para ser vendida no mercado negro.
Encontra-se actualmente em exposição no Museu de Antropologia de Xalapa.